# Bistum Hanyang
Das Bistum Hanyang (lat.: Dioecesis Haniamensis) ist eine in der Volksrepublik China gelegene römisch-katholische Diözese mit Sitz in Hanyang. Seit 1956 ist das Bistum aufgrund der Schwierigkeiten zwischen dem kommunistischen Regime Chinas und der katholischen Kirche vakant.

## Geschichte
Das Bistum Hanyang wurde am 12. Dezember 1923 durch Papst Pius XI. mit der Apostolischen Konstitution Quo christiani aus Gebietsabtretungen des Apostolischen Vikariates Ost-Hubei als Apostolische Präfektur Hanyang errichtet. Die Apostolische Präfektur Hanyang wurde am 14. Juli 1927 durch Pius XI. zum Apostolischen Vikariat erhoben.
Das Apostolische Vikariat Hanyang wurde am 11. April 1946 durch Papst Pius XII. mit der Apostolischen Konstitution Quotidie Nos zum Bistum erhoben und dem Erzbistum Hankow als Suffraganbistum unterstellt.

## Ordinarien

### Apostolische Präfekten von Hanyang
- Edward Galvin SSCME, 1924–1927

### Apostolische Vikare von Hanyang
- Edward Galvin SSCME, 1927–1946

### Bischöfe von Hanyang
- Edward Galvin SSCME, 1946–1956
- Anthony Tu Shi-hua OFM (1959–2001)
- Peter Chang Bai Ren (1986–2005)
- Sedisvakanz, seit 2005